# ドームシュタットルの戦い

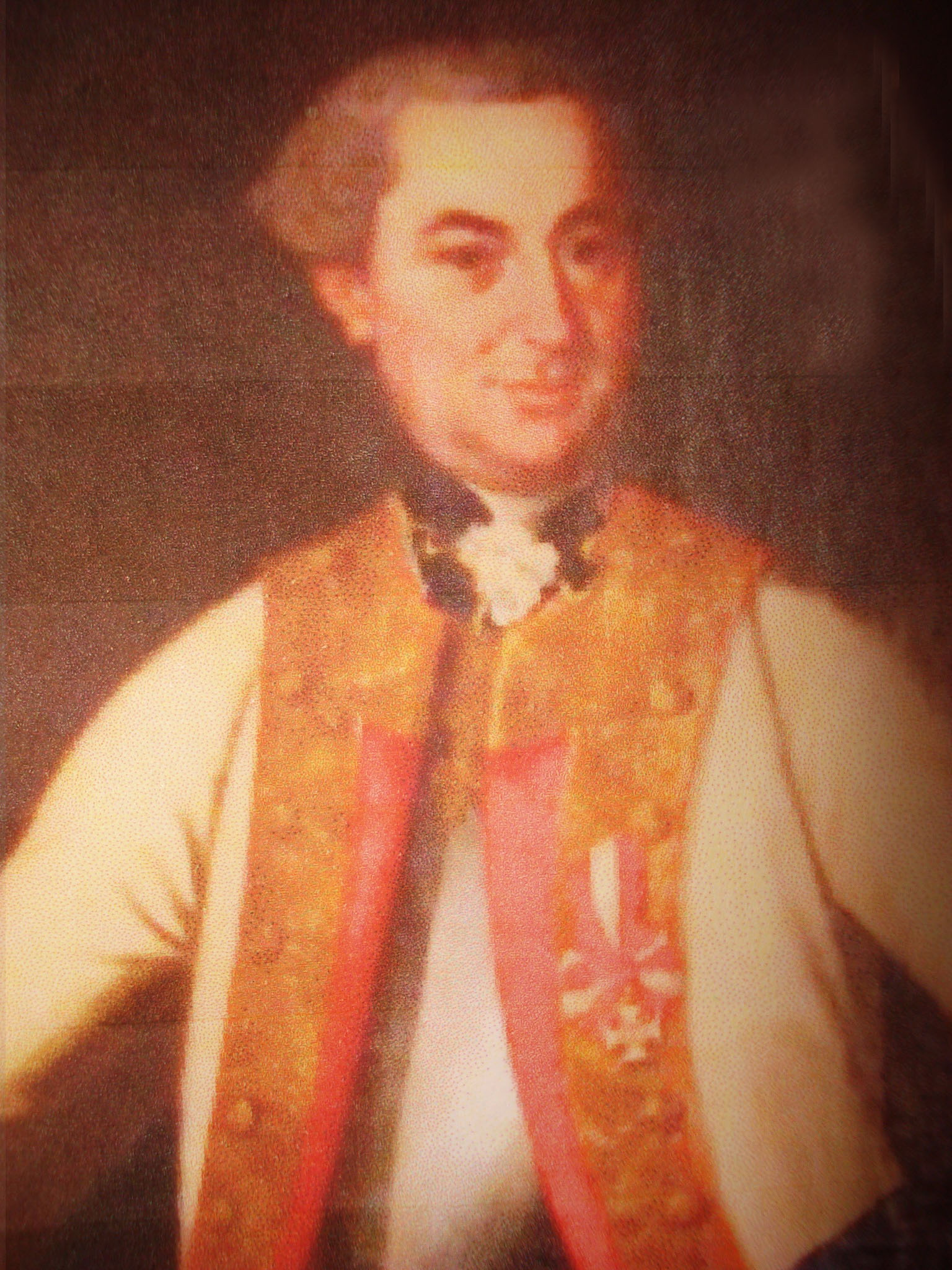
ヨーゼフ・フォン・ズィスコヴィッツ伯爵少将の肖像画。

ドームシュタットルの戦い（ドイツ語: Schlacht bei Domstadl）は、七年戦争（1756年 - 1763年）中の1758年6月30日、現在のドマショフ・ナト・ビストリツィー付近で生起した戦闘である。オーストリア軍は大規模なプロイセン軍護送部隊の護衛を打ち破り、護送部隊の壊滅と荷車の奪取に成功した。数々の襲撃のほとんどは、戦闘隊形を整えて行われたものではなく、待ち伏せからのゲリラ戦の形で敢行されている。その結果、プロイセン国王フリードリヒ2世はオルミュッツ攻囲戦の中断を余儀なくされた。

## 背景
フリードリヒ2世はモラヴィアの戦略的に重要な要塞都市オルミュッツを攻囲していた。この町を攻略すれば、プラハとウィーンへの道が開かれる所であった。しかしプロイセン軍は、支配地域からの補給物資を必要としていた。オーストリア側ではダウン元帥が、プロイセン軍のこの弱点に気づきシュレーズィエンからの補給を阻もうと努力する。
トロッパウには、プロイセン軍の大規模な輸送部隊が集結していた。それを構成していたのは、数千台もの荷車である。一部では、その数は4,000台に上るとされる。ラウドン少将は、この輸送部隊を待ち伏せするよう命じられた。同様の命令が、7,000名を擁するズィスコヴィッツ少将の軍団にも下る。この行動は、さらにもう一つの軍団から援護された。ダウン元帥はこの機動によってフリードリヒ2世の注意を引き付け、自軍が会戦の機会を探っているものと信じ込ませようとしたのである。この欺瞞は成功し、フリードリヒ2世は輸送部隊の護衛に強力な戦力を割かなかった。ラウドンの進軍はプロイセン側も察知していたので、ハンス・ヨアヒム・フォン・ツィーテン中将率いる5,000名その他の軍団がトロッパウに派遣された。

## 戦闘の推移
輸送部隊は6月26日、トロッパウを出発した。この部隊には、フリードリヒ・ヴィルヘルム・フォン・デア・モーゼル大佐率いる有力な護衛が付いていた。翌日、彼は隊列を再び集結させるべく停止しなくてはいけなかった。この日、ラウドン少将はシュテルンベルクに到着し、輸送部隊とフリードリヒ2世との連絡が絶たれるほど上手くその一帯に布陣する。ラウドン少将は、これを受けてフリードリヒ2世がオルミュッツから優勢な軍団を支援のため派遣するだろうと予測せざるを得ず、6月28日にグンダースドルフへ進軍し、そこで高地を占領した。そして輸送部隊が近づいて来ると、まだ劣勢であったにも拘らず攻撃を決意する。プロイセン軍は防戦をもってこれに応じ、大砲を使用するためいくつかの丘陵を占領した。損害の大きかったこの戦いは、5時間ほど続く。その際、オーストリア軍のフザールは100台の荷車を破壊した。ラウドンは、ツィーテン中将から背後を突かれる恐れがあったので兵を退いた。
この襲撃は、特に御者の間に著しい混乱を巻き起こした。ツィーテン中将は指揮下の部隊とともに輸送部隊と合流しても、秩序の回復に丸一日をかけねばならなかったのである。この遅れによってズィスコヴィッツ少将はアルトリーベとドームシュタットルの中間に到達し、ラウドン少将とその後の策を協議することができた。6月30日、護送部隊は移動を開始する。そして一時的に、40キロメートルほどの隊列に伸びる。騎兵隊は右側から、歩兵隊は左側からこれを護衛していた。
藪に隠れたオーストリア軍は、前衛と100台ほどの荷車をやり過ごす。その後、ズィスコヴィッツ少将は荷車を	左側から襲撃した。砲弾が先頭の荷車の馬を殺傷したので、輸送部隊の全体が停止に追い込まれる。ツィーテン中将は荷車で円陣を組ませた。そこで歩兵3個大隊と大砲6門が守備に就く。そして兵の一部を率い、オーストリア軍に攻めかかるといくつかの部隊を撃退した。しかしオーストリアのフザールによって、再び荷車城塞の中へ押し戻される。今やラウドン少将も、右側から攻め寄せていた。彼は弾薬を積んだ荷車をいくつも爆破し、輸送部隊の全体を大混乱に陥れる。その結果、輸送部隊は二つの集団に分裂した。プロイセン軍の一部は、荷車を守ろうとした。しかしツィーテン中将と指揮下の部隊の大部分は遮断され、来援することができなかった。そして、トロッパウへの撤退を強いられている。
およそ250台の荷車がひとまず難を逃れたが、後に再び襲撃を受けた。その際に50台が失われので、オルミュッツに到着したのは200台に過ぎなかった。オーストリア側の手に落ちた荷車は、合計1,200台に上る。残りは破壊された。その他、プットカーマー少将が650名とともに捕虜となっている。

## 影響
この襲撃の成功によって、オルミュッツのプロイセン軍は補給不足に見舞われた。そのため、フリードリヒ2世は攻囲を断念するしかなかった。こうして、敵国の中核地帯への進撃は不可能になったのである。
この戦いを記念して百周年にあたる1858年、多くの書籍が発行された他、ドームシュタットルでは記念碑の除幕式が執り行われた。

## 文献
- Österreichisches Militär-Konversations-Lexikon. Bd. 2 Wien, 1852 P. 97–99
- Dictionary of Battles and Sieges: A–E. Westport, 2007 P. 308
- Johannes Kunisch: Friedrich der Grosse: der König und seine Zeit. München, 2004
- Marian Füssel: Der siebenjährige Krieg. Ein Weltkrieg im 18. Jahrhundert. München, 2010 P. 46
- Anton Machinek: Die Schlacht bei Domstadt im Jahr 1758. Olmütz, 1858